# Año Internacional de la Reconciliación
2009 fue proclamado Año Internacional de la Reconciliación por la Asamblea General de las Naciones Unidas mediante la resolución 61/17, aprobada el 20 de noviembre de 2006. La iniciativa se basó en los principios de la Carta de las Naciones Unidas, destacando la necesidad de prevenir conflictos, promover la paz, la justicia y la convivencia pacífica. La proclamación buscó reforzar los esfuerzos globales para fomentar la reconciliación en sociedades divididas por conflictos internos, nacionales e internacionales.

## Actividades y alcance
Este año fue concebido como una oportunidad para impulsar procesos de reconciliación en sociedades afectadas por conflictos pasados o en curso. La resolución de la ONU hizo un llamado a los gobiernos, organizaciones internacionales y no gubernamentales a apoyar activamente la reconciliación mediante iniciativas culturales, educativas y sociales. Se promovió la organización de conferencias, seminarios y programas de difusión enfocados en la reconciliación y el entendimiento mutuo. También se reconoció la importancia del diálogo basado en el respeto y la tolerancia, así como el papel esencial de los medios de comunicación en la consolidación de estos procesos.
La ONU destacó que la verdad y la justicia eran elementos indispensables para lograr una paz duradera, subrayando que la reconciliación no solo implica el fin de un conflicto, sino también la construcción de sociedades más equitativas y cohesionadas. Las iniciativas desarrolladas en este marco se alinearon con los esfuerzos más amplios de la comunidad internacional en áreas como la consolidación de la paz, el desarrollo sostenible, la promoción de los derechos humanos y la gobernanza democrática.